# Reinhard Löffler (Politiker)

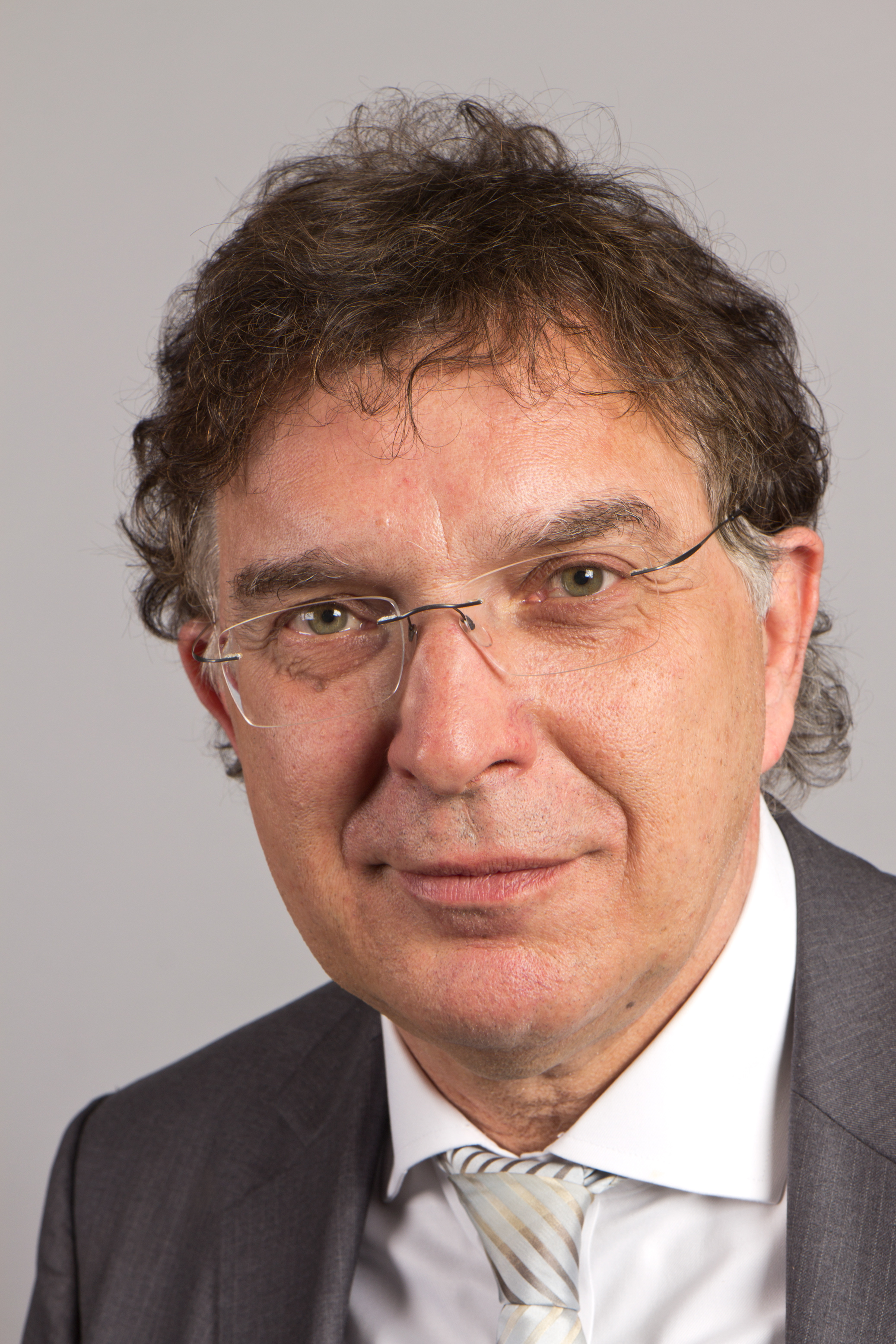
Reinhard Löffler, 2013

Reinhard Löffler (* 15. Mai 1954 in Offenburg) ist ein deutscher Politiker (CDU). Er war von 2006 bis 2016 und ist erneut seit 2021 Abgeordneter seiner Partei im Landtag von Baden-Württemberg.

## Ausbildung und Beruf
Nach dem Besuch der Karl-Tschamber-Volksschule in Weil am Rhein und dem Abitur am Kant-Gymnasium in Weil am Rhein leistete Reinhard Löffler Zivildienst im Landeskrankenhaus Lörrach. Anschließend studierte er Rechtswissenschaft und Volkswirtschaftslehre in Basel, Freiburg und Montreal, wo er den akademischen Titel eines Master of Laws erwarb und erste Berufserfahrung sammelte. Das erste Staatsexamen legte er 1979, das Assessorexamen 1984 ab. 1985 wurde er zum Doktor der Rechte promoviert. Er ist Rechtsanwalt, Lehrbeauftragter an der Hochschule der Medien und Direktor der IBM Deutschland GmbH für den Geschäftsbereich der öffentlichen Verwaltung.

## Politische Tätigkeit
Löffler war von 1999 bis 2011 Mitglied des Gemeinderats der Stadt Stuttgart. In der 14. und 15. Wahlperiode vom 11. April 2006 an war er als direkt gewählter Abgeordneter des Wahlkreises Stuttgart III Mitglied des Landtags von Baden-Württemberg und wirtschaftspolitischer Sprecher der CDU-Landtagsfraktion. Am 13. März 2016 verlor er sein Direktmandat gegen Franz Untersteller (Grüne) und schied aus dem Landtag aus. Am 2. Juli 2016 unterlag er außerdem in einer Kampfabstimmung gegen Daniel Hackenjos um den Vorsitz der Mittelstandsvereinigung Baden-Württemberg und musste das Amt nach zwei Jahren wieder abgeben. Bei der Landtagswahl 2021 kandidierte er erneut im Wahlkreis Stuttgart III und erreichte mit 24,3 % der Stimmen über ein Zweitmandat den Wiedereinzug in den Landtag. Bei der parteiinternen Nominierung zur Landtagswahl 2026 verfehlte Löffler eine erneute Kandidatur.

## Mitgliedschaften und Ämter
Reinhard Löffler war Mitglied im Kirchengemeinderat St. Clemens Stuttgart-Botnang und Mitglied des Caritasrates. Er gehörte dem Verwaltungsrat der Stuttgarter Philharmoniker und dem Verwaltungsrat der Württembergischen Staatstheater Stuttgart an. Weiterhin gehörte er dem Aufsichtsrat der Landesmesse Stuttgart GmbH und dem Aufsichtsrat der Stuttgarter Straßenbahnen AG an.

## Mandate und Sonstiges
Im Oktober 2010 griff Löffler den Grünen-Vorsitzenden Cem Özdemir an. Dieser hatte dem baden-württembergischen Ministerpräsidenten Stefan Mappus im Zuge der Auseinandersetzung um das umstrittene Großprojekt Stuttgart 21 vorgeworfen, „Blut sehen [zu] wollen“, sich dafür jedoch kurze Zeit später entschuldigt. Löffler legte anschließend noch nach und warf Özdemir auf seiner Facebook-Seite vor „in der Pose eines Westentaschen-Djangos“ geredet zu haben. Ebenso spielte er auf dessen türkische Herkunft an: „Könnte es sein, dass noch immer Gedankengut von Blutfehde aus der anatolischen Vergangenheit in ihm lebendig ist?“ Der Grünen-Abgeordnete Werner Wölfle wertete Löfflers Aussagen als ausländerfeindlich.
Löffler vertrat im Jahr 2017 anwaltlich den ehemaligen AfD-Landtagsabgeordneten Heinrich Fiechtner und im Jahr 2023 den AfD-Landtagsabgeordneten Udo Stein. Fiechtner unterstützte Löffler im Landtagswahlkampf 2021. Im Landtagsbüro Steins waren im Juni 2023 Waffen gefunden worden.
Des Weiteren vertritt Löffler seit 2021 als Anwalt am Oberlandesgericht Stuttgart zwei Mitglieder der rechtsgerichteten Gewerkschaft Zentrum Automobil als Opfer schwerer Körperverletzung durch die Antifa.
Schließlich vertritt er Michael Ballweg, den Begründer der Bewegung Querdenken711.

## Familie und Privates
Reinhard Löffler ist römisch-katholisch. Er ist verheiratet und Vater von drei Kindern.